# Жутокљуни курасо
Жутокљуни курасо (лат. Crax daubentoni) је врста птице из рода Crax, породице Cracidae која живи у шумовитим подручјима Колумбије и Венецуеле до 850 метара надморске висине. 

## Опис
Дуга је око 84-92,5 сантиметара, док је тешка 2-3 килограма. Храни се углавном на тлу, али ако је угрожена, лети на дрвеће. Њену прехрану чине плодови, лишће, семе и разне мале животиње. Током лета окупља се у велике групе од преко 100 јединки око воде. Гнезди се на тлу за време кишне сезоне. Оба родитеља граде гнездо, у које женка полаже само два јаја.

## Галерија
- Мужјак
- Женка
- Женка
- Женка